# Letingi
I Letingi furono una dinastia che regnò sui Longobardi da metà del V secolo al 547 circa, con sette re. 
I Letingi prendono il nome dal loro capostipite, Leti, e furono la prima dinastia reale longobarda; prima della loro affermazione i sovrani, secondo una consuetudine germanica e più ampiamente indoeuropea, venivano eletti dall'assemblea del popolo in armi. Il passaggio del trono da Leti al figlio Ildeoc rappresentò un decisivo passo verso la stabilizzazione e l'istituzionalizzazione della monarchia longobarda.
Sotto i sovrani della dinastia si compì il tratto conclusivo della grande migrazione che, tra l'inizio dell'era cristiana e la prima metà del VI secolo, condusse i Longobardi dalla patria ancestrale (Scandinavia meridionale) all'Europa centrale, lungo il medio corso del Danubio. La fase finale di questo processo, guidato da sovrani come Tatone e Vacone, coincise con una decisiva ascesa del potere dei Longobardi, divenuti una potenza europea che trattava da pari a pari con Franchi, Ostrogoti e Bizantini.
La successione tra i Letingi avveniva di regola di padre in figlio, ma usurpazioni erano spesso tollerate: con quella del 510 Vacone subentrò allo zio Tatone, conservando tuttavia alla casata il trono; con quella del 547, invece, divenne re un esponente della stirpe dei Gausi, Audoino. Il cambio della guardia non passò attraverso un regicidio (sembra che l'ultimo dei Letingi, Valtari, sia morto ancora giovane per cause naturali), ma da una sorta di passaggio di consegne verso colui che fin dall'ascesa al trono di Valtari, minorenne, aveva esercitato la reggenza. 
L'intronazione di Audoino lese i diritti di altri esponenti letingi, ancora in vita, ma non impedì al nuovo sovrano di imporre una nuova dinastia. Il "sangue" e il "carisma" dei Letingi, di forte ascendenza presso i Longobardi, sarebbe comunque tornato sul trono, quando il popolo sarebbe già stato stanziato in Italia: la regina Teodolinda, che nel 589 sposò re Autari, era infatti figlia del duca di Baviera Garibaldo e di Valderada, figlia a sua volta di re Vacone. La dinastia Bavarese, originata dal fratello di Teodolinda (Gundoaldo, duca di Asti) e che regnò per gran parte del VII secolo, raccolse in questo modo l'eredità dei Letingi.
I sette sovrani dei Letingi furono: 
- Leti, V secolo
- Ildeoc, seconda metà del V secolo
- Godeoc, seconda metà del V secolo
- Claffone, fine del V secolo
- Tatone, 500 (circa) - 510 (circa)
- Vacone, 510 - 540
- Valtari, 540 - 547